# 燕詩
《燕詩》為唐朝詩人白居易所作的一篇五言古詩，亦是一首諷諭詩，全詩共三十句，每句有5字，共150字數，本詩收錄於《白氏長慶集》中，本詩之原題為《燕詩示劉叟》。